# Eusyllis habei
Eusyllis habei är en ringmaskart som beskrevs av Imajima 1966. Eusyllis habei ingår i släktet Eusyllis och familjen Syllidae. Inga underarter finns listade i Catalogue of Life.